# Мутанти у фантастиці
Мутанти — міфологічний образ та архетип сучасної культури, широко використовується в сучасному мистецтві.

## Історія явища
З давніх часів людська уява породжувала найнеймовірніших істот. В старовину найрізноманітніші почвари та чудовиська вважалися реальністю, звісно їх майже ніхто не бачив, але сам факт їх існування в давні часи чи в далеких країнах зазвичай не заперечувався. Тим більше, що наприклад в сприйнятті середньовічного європейця жирафа та грифон були однаково чудернацькими створіннями. Народження різноманітних виродків на зразок двоголових телят вважалося невипадковим — його приписували впливу добрих чи злих надприродних сил.
Пізніше, в Новий час у зв'язку з розвитком науки та наукового раціонального мислення, ставлення до чудовиськ, змінилося на критичне. Їх існування або ж заперечувалося або ж раціоналізувалося як перекручене сприйняття реальних істот. Зовсім фантастичні створіння вважалися забобоном, пережитком уявлень темного минулого. Освічена людина не могла вірити в чудовиськ. Щодо народжених мутантів, то тепер в них бачили не знак богів чи прояв диявольського впливу, а лише «гру природи». Види вважалися незмінними і навіть теорія природного відбору Чарльза Дарвіна вважала еволюцію, тобто процес зміни організмів дуже повільним процесом.
У 20-ому столітті розвиток науки (генетики) пояснив механізм спадковості та мінливості організмів та дав наукове пояснення феномену різких змін (мутацій) коли дочірні організми відрізняються від батьківських. Попервах слова мутант та мутація були виключно науковими термінами.

## Феномен
Основою сучасного феномену став факт наукового обґрунтування можливості надзвичайного, невідомого. Сучасна раціоналізована та секуляризована свідомість не могла прийняти чудовиськ серйозно, однак спрощене розуміння суті мутації дало можливість химерним почварам повернутися. В масовій свідомості мутація це назва та обґрунтування будь-яких змін організмів чи появі будь-яких істот. Якщо раніше люди не бачили чудовиськ, але вірили що вони є десь там чи були колись, то тепер межею відомого стала рідкість — люди не бачать мутантів, але знають, що вони можуть бути.
Дуже широко використовуються мутанти в сучасному популярному мистецтві, адже будь-яких чудовиськ як зооморфних так і людиноподібних можна зробити «реалістичними» оголосивши їх мутантами. Так само мутації є поясненням для різноманітних надзвичайних. особливо надприродних можливостей людей.
Зазвичай мутанти в культурі зайняли місце тих кого витіснили — чудовиськ. Втім сучасна культура породила й інший образ «химерного» повністю відсутній в минулому. Люди-мутанти часом зображуються як дисиденти не прийняті жорстоким та ксенофобським суспільством. Їх можливості та відмінності від нормальних людей часом сприймаються не як прокляття, а як дар, що піднімає їх над буденністю звичайного.
Справжні мутації звичайно не можуть і близько забезпечити необхідний для художніх творів ефект, однак насправді це й не потрібно. Науковий термін лише дає санкцію на існування неймовірного.